# Flammenstil-Keramik

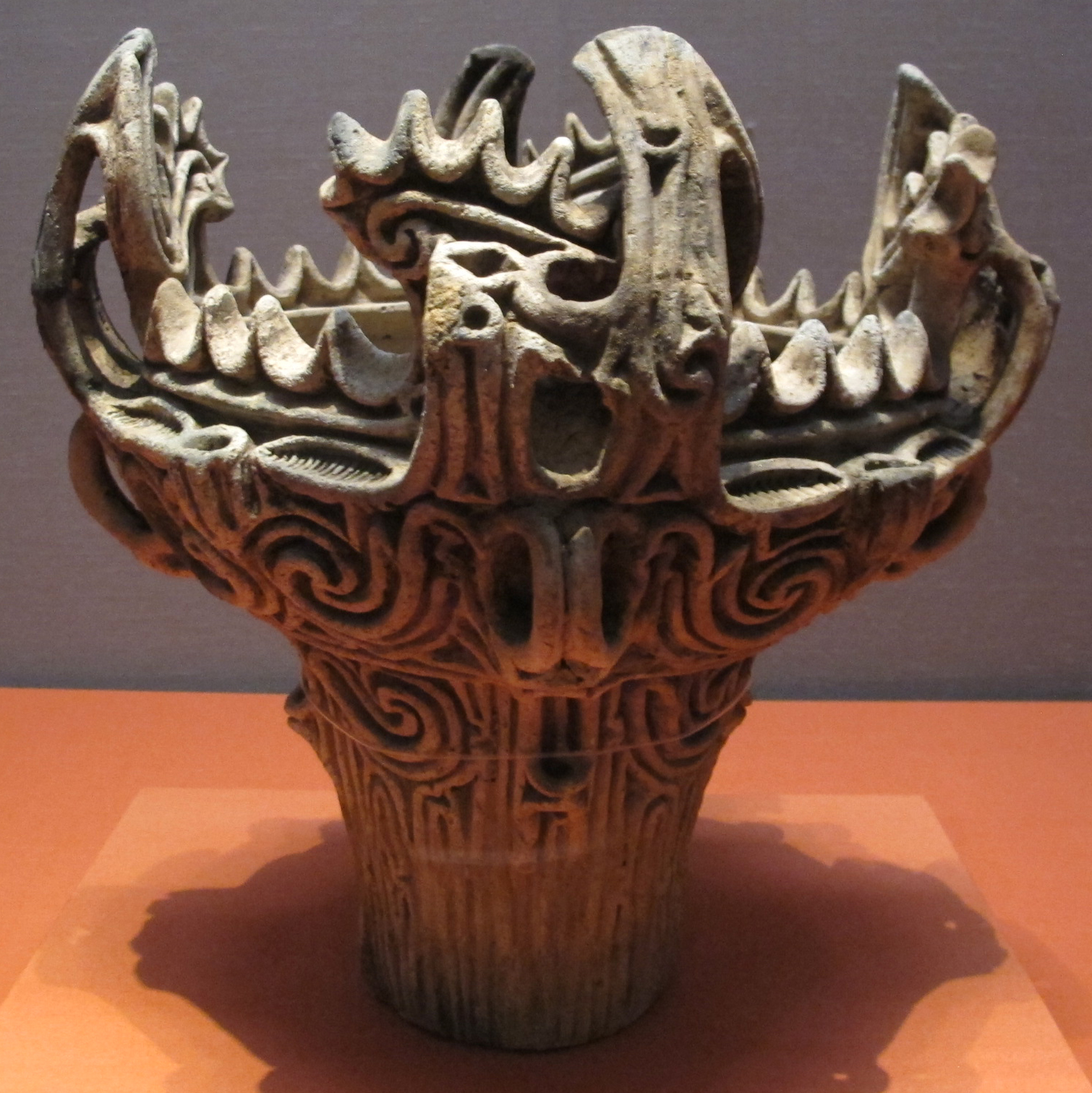
Idealtypische Flammenstil-Keramik von der Ausgrabungsstätte Umataka in Nagaoka, Präfektur Niigata

Als Flammenstil-Keramik (jap. 火焔土器, auch 火炎土器, kaen doki) bezeichnet man japanisches Irdengut der mittleren Jōmon-Zeit, das Verzierungen aufweist, die lodernden Flammen gleichen. Diese Form der Keramik wurde erstmals 1936 von Tokusaburō Kondō bei Ausgrabungen in Umataka in Nagaoka gefunden und danach auf mehr als 200 weiteren Fundplätzen in Ost-Japan entdeckt.

## Übersicht
Für die Einordnung der Flammenstil-Keramik ist vornehmlich der Norden Japans von Interesse. Dabei zerfällt zunächst Hokkaidō in zwei Gebiete, in den Nordosten mit dem „Kamegaoka Keramiktyp“ (亀ヶ岡式土器) und getrennt durch die Tieflandzone Ishikari, in den Südwesten Hokkaidōs und den Norden der Tōhoku-Region, in denen zylindrische Keramiktypen (円筒土器, entō doki) dominieren. Im Süden der Tōhoku-Region tritt überwiegend der „Daigi-Keramiktyp“ (大木式土器) auf.
Etwa 4000 Jahre lang wurden während der frühen Jōmon-Zeit zunächst Keramiken für den täglichen Gebrauch, d. h. vor allem zum Kochen von Essen, also Töpfe und Kessel, hergestellt. In der Folge entwickelten sich Schüssel (鉢, hachi), die später mit einem Ständer ergänzt wurden, um das Servieren der Speisen zu erleichtern. In der mittleren Jōmon-Zeit traten erstmals Keramiken auf, die nicht unmittelbar mit dem Essen in Verbindung standen. In diesem Zusammenhang nehmen die beiden Regionen Chūbu und Echigo eine besondere Stellung ein. In Chūbu wurden Keramiken im „Katsusaka Stil“ (勝坂式土器, katsusaka-shiki doki), in Echigo erstmals „Flammenstil-Keramiken“ gefertigt.

## Form
Einzigartig an der Flammenstil-Keramik jener Zeit ist die Verbindung von Gefäß und Dekor, mithin also von Funktion und verziertem Aussehen. Ungewöhnlich ist zudem, dass sich die beiden Keramikstile, der Katsusaka- und der Flammenstil, in keiner Weise beeinflussten, obgleich sie in unmittelbarer Nachbarschaft zueinander existierten. Zudem konnte bisher keine Vorläuferform der Flammenstil-Keramik gefunden oder identifiziert werden. Sie scheint lediglich Ähnlichkeiten zum „Shinbo-ninzaki-Stil“ (新保新崎式土器) zu besitzen.
Die Gefäße mit Flammenstil Verzierungen besitzen einen wuchtigen und ausladenden Gefäßoberkörper, der sich als ungünstig für das Gleichgewicht des Gefäßes erweist. Der Gefäßkörper ist in der Regel mit „S“-förmigen und spiralartigen Schnurmustern versehen. Sie besitzen ausnahmslos stets vier flammenförmige Verzierungen. Die Frühform dieser Keramik entwickelte sich in der Region Fukushima-Aizu am Oberlauf des Agano-gawa. Neben dem flammenförmigen Dekor treten auch Unterformen mit kronenähnlichen (王冠型, ōkangata) und mit hahnenkammähnlichen (鶏冠型, tosakagata) Verzierungen auf. Letztere im Wechsel mit einem Sägezahnmuster.
Mit der Abnahme der Bevölkerungsdichte in der 2. Hälfte der mittleren Jōmon-Zeit verschwinden sowohl der Flammenstil, wie auch der Katsusaka-Stil ebenso spurlos wie sie aufgetreten waren. Als Ursache für das Verschwinden nahm man eine einbrechende Kälteperiode und die damit einhergehende Verknappung von Nahrungsmitteln an. Tatsuo Kobayashi hat argumentiert, dass dieses Phänomen jedoch nicht zur Auslöschung von Keramikstilen in der gesamten Tōhoku-Region geführt hat. Er vermutet, dass etwa eine eingeschleppte Grippe der Grund für den Bevölkerungsrückgang und damit für das Verschwinden der Flammenstil-Keramik verantwortlich ist. Ein konkreter wissenschaftlicher Beleg konnte bisher für keine der Annahmen erbracht werden.
Die 57 Tongefäße im Flammenstil, die von 1980 bis 1986 bei Ausgrabungen in Sasayama, Tōkamachi gefunden wurden, gehören zu den ältesten Keramiken weltweit. Sie wurden 1999 zum Nationalschatz in der Kategorie Archäologische Materialien deklariert und befinden sich im Museum Tōkamachi.